# Roda a Roda
Roda a Roda é um game show brasileiro produzido e transmitido originalmente pelo SBT. Originalmente apresentado por Silvio Santos aos sábados, sob o patrocínio da Chevrolet na 1.ª temporada em 2003, do Baú da Felicidade na 2.ª temporada em 2005 até abril de 2006, da Johnson & Johnson na 3.ª temporada de maio a julho de 2006 e da Jequiti na 4.ª temporada desde 2008. É a versão brasileira do programa norte-americano Wheel of Fortune, criado pelo apresentador Merv Griffin.
Atualmente, ele é apresentado por Rebeca Abravanel. O programa é exibido aos domingos, às 18h15 (horário de Brasília)

## O programa
O programa piloto foi exibido no dia 3 de outubro de 2003 dentro do Teleton 2003, e contou com a participação de Hebe Camargo, Ratinho e Hermano Henning.

### Roda a Roda Chevrolet
No dia 13 de outubro de 2003, a versão do programa patrocinado pela GM, onde todo dia eram sorteados carros. Para participar do programa, a pessoa deveria ir a um dos pontos de vendas Chevrolet, onde uma visita equivalia ao ganho de um cupom e um teste drive dava direito a dois cupons. Na compra de um carro, o número de cupons recebidos equivalia ao valor do veículo dividido por 100. O presidente da GM na época informou na edição de 4 de janeiro de 2004, que foram recebidos mais de 10 milhões de cupons, superando todas as expectativas.

### Roda a Roda Johnson & Johnson
Para comemorar 72 anos no Brasil, a empresa Johnson & Johnson fez uma parceria com o programa como estratégia para aumentar a distribuição e venda dos seus produtos. A cada produto comprado, os clientes ganhavam cupons de acordo com o preço. O primeiro programa com a parceria da marca foi ao ar entre 16 de maio e 12 de agosto de 2005.

### Roda a Roda Jequiti
O SBT lançou, em 6 de setembro de 2008, o programa Roda a Roda Jequiti. O formato é o mesmo, tem os mesmos apresentadores, mas dessa vez os participantes são compradores e vendedores de produtos cosméticos da marca Jequiti, do Grupo Silvio Santos. Um dos principais objetivos desse programa é aumentar a popularidade da marca. O programa, na sua estreia, ia ao ar aos sábados, às 18h45, com duração de 60 minutos. Depois o programa passou para as 19h15. A partir do dia 10 de maio de 2009, passa a ser exibida a reprise, aos domingos às 13h15: o motivo da reprise é o fim do programa Tentação, além de uma promoção onde os espectadores entram no site da emissora e escolhem se querem ver o programa aos sábados ou aos domingos. Depois são sorteados 10 kits Jequiti para quem votou. Em 28 de junho passou a ser aos sábados às 19h15 e aos domingos às 16h00, como quadro do "Programa Silvio Santos". A partir de 30 de agosto, com a reestreia de "Eliana" na emissora, o quadro de domingo passa a ser exibido às 19h00 e a reprise aos sábados muda para as 21h15: nos dias úteis, no horário de sábado, é exibida a faixa de séries do SBT. Depois a edição de sábado passa para as 18h15, e aos domingos continua às 19h. Em junho de 2010, a edição de sábado sai do ar, continuando a ser exibido aos domingos, e os apresentadores sorteiam prêmios para o auditório. No ano de 2014 o programa começou a ser exibido também as quartas-feiras a partir das 22h15. Esta versão do programa teve sua última exibição na quarta dia 27 de janeiro de 2016. Com o fim da edição as quartas o programa, desde 7 de fevereiro de 2016, permanece apenas aos domingos mesmo com a estreia do Pra Ganhar É Só Rodar[carece de fontes?] Em 12 de junho de 2017, o programa volta a ser exibido diariamente às 19:20, sob o comando de Rebeca Abravanel, só para as emissoras sem programação local. Porém, no dia 14, é anunciado que a atração irá ser exibida a partir do dia 15, às 14:30, entrando no lugar do Chaves. O programa na versão Jequiti termina em 25 de junho de 2017, substituído pela nova versão em novo dia. O quadro Roda a Roda Jequiti é exibido atualmente dentro do "Programa Silvio Santos" às 19h00, assim como o sorteio da Tele Sena. Com a extinção do quadro em 25 de junho de 2017, o SBT anunciará novo quadro que vai ocupar o Roda a Roda Jequiti.
Durante setembro de 2023 a julho de 2024, o "Roda a Roda" teve o patrocínio da marca Sidney Oliveira, com o Sidney aparecendo sempre no último domingo do mês para acompanhar a apresentadora no programa, além de promover sua marca e ajudar os participantes.

### Roda a Roda
O programa "Roda a Roda" perde o nome "Jequiti". A nova identidade do game show passa a ser utilizada no dia 30 de junho se 2024, onde o programa recebe novo cenário, novos patrocínios e o retorno do auditório. A atração passa a ser exibida aos domingos, das 18h15 até às 19h, de acordo com a programação fornecida pelo Sistema Brasileiro de Televisão.

## Cronologia de temporadas
- Roda a Roda Chevrolet - (13 de outubro de 2003-26 de junho de 2005)
- Roda a Roda Johnson & Johnson - (3 de julho de 2005-20 de novembro de 2005)
- Roda a Roda Teleton (1) - (29 de outubro de 2005)
- Roda a Roda do Baú - (6 de março de 2006-24 de novembro de 2006)
- Roda a Roda Jequiti (1) - (6 de setembro de 2008-6 de maio de 2012)
- Roda a Roda com Auditório - (23 de abril de 2012-8 de maio de 2012)
- Roda a Roda Jequiti (2) - (7 de abril de 2013-6 de agosto de 2017)
- Roda a Roda Jequiti (3) - (12 de junho de 2017-23 de março de 2020)
- Roda a Roda Teleton (2) - (27 de outubro de 2017)
- Roda a Roda Jequiti (4) -  (15 de junho de 2021-8 de agosto de 2021)
- Roda a Roda Jequiti (5) - (9 de agosto de 2021-24 de junho de 2024)
- Roda a Roda - (30 de junho de 2024-)

## Duração (aproximada)
- Roda a Roda Chevrolet - (90 minutos)
- Roda a Roda Johnson & Johnson - (60 a 90 minutos)
- Roda a Roda Teleton (1) - (85 minutos)
- Roda a Roda do Baú - (20 minutos)
- Roda a Roda Jequiti (1) - (50 minutos)
- Roda a Roda com Auditório - (15 minutos)
- Roda a Roda Jequiti (2) - (25 a 65 minutos)
- Roda a Roda Jequiti (3) -  (15 a 40 minutos)
- Roda a Roda Teleton (2) -  (50 minutos)
- Roda a Roda Jequiti (4) - (30 a 45 minutos)
- Roda a Roda Jequiti (5) - (30 a 45 minutos)
- Roda a Roda - (45 minutos)

## Edição diária
Patrícia Abravanel brincava com três participantes, da brincadeira das palavras. Seu assistente, Liminha, apresentava ao seu lado e os dois se revezavam para dar dicas da palavra. Quem acertava, ganhava uma quantia em dinheiro. Quem ficava em primeiro lugar em reais ganhos, ia para a final, podendo ganhar o prêmio máximo. Os participantes eram, na primeira temporada, clientes da Chevrolet sorteados através de uma ação promocional da empresa em conjunto com o SBT. Na segunda temporada, os compradores de produtos da marca Johnson & Johnson participavam do programa. Na terceira temporada, compradores do carnê do Baú da Felicidade eram os participantes. A Vimave, a Tele Sena, o PanAmericano e o Hotel Jequitimar Guarujá, todas empresas do Grupo Silvio Santos, também patrocinaram esta temporada. Na quarta temporada (2008-presente) os representantes da Jequiti levam os seus clientes e podem ganhar até 1 milhão de reais para cada dupla. Foram dados 5 prêmios de R$1 milhão de reais, fazendo do Roda a Roda o programa que mais deu prêmios em dinheiro na história da televisão brasileira.
No dia 9 de maio de 2012, o SBT anunciou que o seriado Chaves voltaria a pedido do fã-clube, por causa da campanha Volta Chaves do Pânico na Band e também pela baixa audiência do horário.
No dia 7 de março de 2018, a direção do SBT anunciou o fim da edição diária. Em seu lugar, foi decidido esticar a novela Amanhã é para Sempre. No dia 9 de julho de 2018, voltou a exibição diária às 19h20. No dia seguinte o programa passou a ter dois horários: às 20h25 após o SBT Brasil e a reprise após o The Noite com Danilo Gentili
Após diversas reclamações dos consultores, por falta de divulgação da marca Jequiti, o SBT volta a exibir o Roda a Roda diário a partir de 27 de novembro de 2021, agora em novo horário, as 15h15.

#### Transmissão local
Desde março de 2020, o programa passa a ser exibido de forma local  apenas para Santa Catarina, pela afiliada SCC SBT, de segunda a sexta-feira, às 13h15, após o telejornal local SBT Meio-Dia.

#### Fim da edição diária
No dia 1 de outubro de 2021, o SBT anunciou que o Roda a Roda Jequiti, sairia da programação diária depois de mais de 3 anos no ar. E a emissora disse que o programa seria semanal, aos Domingos. Então, a rede concluiu que 2 programas do mês serão com clientes e os outros 2, com consultores da empresa Jequiti.

## Equipe

### Apresentadores
- Silvio Santos (2003–2011; 2013–2019; 2021)
- Patrícia Abravanel (2012–2017; 2021–2024)
- Rebeca Abravanel (2017–2020; 2022–presente)
- Luís Ricardo (2008–2017; 2019; 2021)
- Silvia Abravanel (2016–2017)

### Assistentes de palco
- Patrícia Salvador (2003–2011)
- Daiane Amêndola (2012; 2013–2014)
- Liminha (2005; 2012)
- Patrícia Abravanel (2013)

## Tipos de Rodada (antigamente)
No Roda a Roda havia os seguintes tipos de rodada:
- Rodada Normal: Tipo comum de rodada. Inclui somente os valores de 50 a 1 mil reais, as casas Passa a Vez e Perde Tudo. O objetivo é acertar a palavra no painel. Ao acertar a palavra o participante leva todo o valor acumulado da rodada.
- Rodada da Bolsa (extinta): Era uma rodada similar à normal, mas com a diferença de haver uma bolsa.
- Rodada Surpresa (extinta): Consistia em seis casas com seis surpresas, que estavam no lugar dos Passa a Vez e Perde Tudo. Ao parar nessas casas resultava que o participante teria sorte ou azar de levar o valor da surpresa.
- Rodada Aperte e Ganhe (extinta): Era a primeira palavra do jogo. Consistia em uma palavra, para a qual não eram ditas nem letras, nem pistas, e os jogadores não podiam rodar a roleta. Patrícia ia abrindo as letras continuamente. Eles tinham um botão, e o jogador que soubesse a palavra podia apertar o dispositivo. Depois de 5 segundos ele deveria dizer a palavra, e se não soubesse ou errasse ficaria fora da rodada. Ao saber e acertar, levaria mil reais. Era sempre a primeira rodada do Roda a Roda. Em 2010 havia uma variante, na qual Patrícia diz a dica, e Silvio manda quais letras ela deve abrir.
- Rodada Final (modificada) O(s) participante(s) deve(m) dizer cinco letras (sendo 4 consoantes e uma vogal). A cada letra que o(s) participante(s) acertar(em), acrescentam mil reais, para ele(s) ou para quem está em casa. Depois de todas as letras ditas e abertas os jogadores tem 10 segundos para tentar um palpite. Ele pode acertar, errar ou admitir não saber. Se ele acertar leva 100 mil reais, além do que já ganhou nas outras rodadas, e o que está em casa leva apenas as letras acertadas e o bônus. Se errar ou não souber, o participante que está em casa ganha os 100 mil reais.
- Rodada Rápida: Essa é a primeira rodada do jogo. Consiste em uma palavra. A roleta não roda e aquele que acerta a palavra ganha 5 mil reais. Se chamar vogais e consoantes aleatoriamente, e se o participante errar ou não souber a palavra, ele passa a vez para o jogador da direita ou da esquerda. Ganha o direito de resposta por primeiro aquele que revelar a primeira consoante no painel.
- Rodada do Vale Brinde (extinta): Rodada com os valores normais + a placa do vale brinde (Ver "Valores Extintos")
- Rodada Salve-se Quem Puder (extinta): Rodada com os valores normais + o espaço de 1/3 de R$5 mil (Ver "Valores Extintos")

## Valores da Roleta
A roleta do Roda a Roda possui os seguintes valores atualmente:
- R$ 50, R$ 100, R$ 150, R$ 200, R$ 250, R$ 300, R$ 500*, R$ 550, R$ 600, R$ 650, R$ 700, R$ 750, R$ 800, R$ 850, R$ 900, R$ 950 e por fim, R$ 1000: Ao parar num deles, o participante deve dizer uma letra. Se ele acertar a letra, leva o valor. Se tiver mais de uma letra, o valor é multiplicado pela quantidade de letras (x2; x3...). Nos primeiros anos, somente as consoantes multiplicavam os valores na roleta.
- Passa a Vez: Passa a vez para o participante da direita ou da esquerda.
- Perde tudo: Perde todo o valor ganho na rodada (mas não o que já ganhou nas outras rodadas, porque este ele não perde mais), além de passar a vez para o jogador da direita ou da esquerda.
- O valor de R$ 500 é representado por quatro marcas de empresas: Tele Sena, SBT, Jequiti e Baú da Felicidade.
- Os valores destacados variam entre si.

## Tipos de rodada (atualmente)
- Rodada inicial: Não há dicas e vale 2.000 reais. O participante escolhe uma letra, e se ela for consoante, o jogador já pode resolver a palavra, tendo 5 segundos para pensar. Se acertar, leva os 2.000 reais. Caso erre, fica fora da rodada e passa a vez para o participante da direita ou da esquerda. Até a edição exibida no dia 7 de julho de 2024, o valor desta rodada era de 5.000 reais. A partir do programa do dia 14 de julho de 2024, o valor foi reduzido.
- Rodadas normais: Nestas rodadas, o painel apresenta uma dica coerente com a(s) palavra(s) presente(s). Os participantes rodam a roleta, podendo passar a vez e perder tudo, até que faltem 3 letras para solucionar a(s) palavra(s). Depois disso, eles tem 5 segundos para pensar. Caso o jogador acerte, leva o dinheiro adquirido na rodada. Caso erre, passa a vez para o jogador da direita ou da esquerda.
- Rodada Aperte e Ganhe: Em novo formato, a Rodada Aperte e Ganhe volta ao Roda a Roda, na edição do dia 14 de julho de 2024, depois de várias temporadas fora do ar. Nesta nova versão, esta rodada é única e vale 1.000 reais. Nela, há uma palavra sem dica, onde os participantes devem acertar de acordo com a abertura das letras solicitadas pelo apresentador. Para solucioná-las, o participante deve apertar um botão. Caso acerte, o mesmo leva o prêmio. Caso contrário, fica fora da rodada.
- Rodada Final - versão 1: O jogador que ganhou mais dinheiro nas rodadas, vai para a rodada final. Os outros participantes ganham o dinheiro que ganharam nas últimas rodadas, e caso o participante não teria nenhuma rodada ganha ou o prêmio ter sido menor que R$ 2.000, ele ganha o prêmio de R$ 2.000. Primeiramente, o vencedor um envelope e em seguida, fala 4 consoantes e 1 vogal que ele acredite que tenha na palavra. Depois disso, são fornecidos 10 segundos para o jogador pensar. Se acertar, ganha o dobro de dinheiro que ganhou nas últimas rodadas. Se errar ou não souber, leva o prêmio que conquistou nas últimas rodadas.
- Rodada Final - versão 2:O jogador que acumulou mais dinheiro, escolhe um dos carros: bombeiro, ambulância ou polícia. Os outros participantes ganham o dinheiro que ganharam nas últimas rodadas e caso o participante não teria nenhuma rodada ganha ou o prêmio ter sido menor que R$ 2000, ele ganha o prêmio de R$ 2000. O vencedor vai escolhendo os números de 1 à 18. Cada casa avançada pelo carro escolhido, o jogador ganha R$ 2.000 caso queira parar no final do jogo. Se outro carro que não seja o qual o jogador chegou, ele ganha somente o que ganhou nas últimas rodadas. E se ganhar, leva o prêmio que ganhou nas últimas rodadas e mais R$ 35.000.

### Dúvidas frequentes
- Rodada inicial e Rodada Aperte e Ganhe:

1. Caso todos os participantes ficarem fora da rodada, o que acontece?
Resposta: O painel revela a palavra, ou, se alguém do auditório, se presente, souber a resposta, responde ao apresentador.
- Rodadas normais:

1. Caso nenhum dos participantes souberem a resposta após o tempo fornecido, como a rodada encerra?
Resposta: O painel revela a palavra, ou, se alguém do auditório, se presente, souber a resposta, responde ao apresentador.
- Rodada final - versões 1 e 2:

1. Em caso de empate, como funciona? Rodada final - versão 1
Resposta: Os dois ou três participantes que empataram, vão para a rodada final - versão 1, e escolhem envelopes diferentes.
2. Caso o jogador não saiba a palavra final, o que acontece? Rodada final - versão 1
Resposta: O painel revela a palavra, ou, se alguém do auditório, se presente, souber a resposta, responde ao apresentador.
3. Em caso de empate, como funciona? Rodada final - versão 2
Resposta: Cada um escolhe um carrinho, e disputam entre si.

## Valores que foram extintos
Além dos valores vistos em "Valores da Roleta", também haviam outros valores que já apareceram nos programas anteriores, porém não aparecem mais hoje em dia:
- Bolsa: Ao cair num valor desses, o participante dizia uma letra. Se acertasse levava a bolsa com o valor, se errasse não levava. A bolsa ia acumulando valor. Se o participante cair no Perde Tudo, deve devolver a bolsa à roleta. A bolsa começava com 2 mil reais, e apareceu nos anos de 2005 e 2006.
- Surpresa: O valor surpresa é um valor que já existiu no programa. Quando caía neste valor, o participante deveria dizer uma letra. Se acertasse levava a surpresa, que poderia ser sorte, como Ganha Metade ou Rapa Tudo, como também valores em dinheiro e os temidos Perde Metade, Passa a Vez ou Perde Tudo. Apareceu nos anos de 2005 e 2006
- Vale Brinde: Era uma placa que valia 400 tele senas (custo de R$2 mil na época, R$4,8 mil nos dias de hoje). Com a roleta parando no vale, e o participante dizendo uma letra correta, ele pegava o vale da roleta e o ganhava se não parasse no Perde Tudo, mesmo que outro participante resolvesse o painel. Apareceu nos anos de 2005 e 2006
- R$ 1 Milhão: Lançada em março de 2010. Quando o participante roda a roleta e a roleta para na placa de 1 Milhão, o participante leva a placa, para concorrer a R$ 1 Milhão no fim do programa. Caso o participante esteja com a placa e a roleta pare no Passa a Vez, ou no Perde Tudo, a placa é retirada do participante. Eram colocadas 3 placas de R$ 1 milhão na roleta.
- R$ 5 Mil: Usado na rodada "Salve-se Quem Puder", o espaço era reduzido a 1/3 do normal, cercado por 2 espaços de 1/3 com Perde Tudo. Ex: PT/$5000/PT. O espaço era cumulativo somente com consoantes, como era regra com todos os valores na época.

## Audiência
O programa sempre teve uma audiência boa, atingindo médias de 10 pontos na edições semanais e mensais.
No dia 30 de junho de 2024, o programa "Roda a Roda" foi realocado para 18h15, registrando 6,1 pontos de média.
Em 3 de novembro de 2024 atinge sua maior audiência do ano, com 8,5 pontos de média, sendo vice-líder isolado.